# Psychometrie (psychologie)
Psychometrie is een wetenschap die zich bezighoudt met de technieken van het meten van psychologische fenomenen zoals kennis, vaardigheden, attituden, eigenschappen en persoonskenmerken. Onderwerp van onderzoek zijn doorgaans de verschillen tussen individuen of tussen groepen van individuen. Als hulpwetenschap wordt psychometrie gebruikt binnen de psychologie, sociologie, economie, marketing en andere sociale wetenschappen.
Binnen de psychometrie zijn de voornaamste onderzoeksgebieden het formuleren en verfijnen van de theoretische onderbouwing van het meten op zichzelf, alsook het ontwikkelen en verfijnen van specifieke psychometrische meetinstrumenten zoals de vragenlijst (zie psychometrisch instrument). Voorbeelden van psychometrische instrumenten zijn het intelligentiequotiënt en gestandaardiseerde lees- en rekenvaardigheidstesten.
Qua methoden en technieken maakt de psychometrie veel gebruik van klassieke testtheorie en item-response theorie alsmede van statistische technieken zoals principale-componentenanalyse en factoranalyse.